# Huseyn Arif
Husseyn  Arif (Huseynzadeh Huseyn Jamal oglu) né le 15 juin 1924 dans la région d'Agstafa de l’Azerbaïdjan et mort le 14 septembre 1992 à Bakou, est un poète azérbaїdjanais. 

## Études
Husseyn  Arif provient d’une famille paysanne. Il termine l’école secondaire et poursuit ses études à 
l'École pédagogique de Bakou (1937-1940). En 1940-1942 il commence à travailler comme instituteur mais il est envoyé au front. 
Dans les années 1946-1951 Husseyn Arif étudie à la Faculté des études orientales de l'Université d'État d'Azerbaïdjan.

## Parcours professionnel
La pièce Libre basée sur le libretto du poète national, qui commence son activité littéraire pendant la Seconde Guerre mondiale, est mis en scène en 1957 au Théâtre d'opéra et de ballet M.F. Akhoundov, et la pièce du même nom basée sur le poème En route est présentée en 1974 au Théâtre Gorky. En 1971, il reçoit la Faucille d'Or pour son poème Village de montagne. 

## Œuvres
- Sur le chemin d'une nouvelle vie (1950)
- Je vote pour la paix (1951)
- Professeur de langue russe (1954)
- Chansons d'amour (1956)
- Cordes d'amitié (1960)
- En route (1962)
- Fontaine de vie (1963),
- Contributions sibériennes (1964)
- L'amour de la terre (1964)
- La légende du lac vivant (1969)
- Quand Le printemps vient (1969) et d'autres.

Poèmes célèbres : Les mères, Quand tu ne viens pas en classe, Homme, Souviens-toi de moi,  Le cœur dit que tu vis toujours.
En 1976, le fils de Husseyn Arif (Arif Huseynzadeh) décède et c'est après ce fait que Husseyn Arif, qui était en fait Huseyn Huseynzadeh, prend le surnom Arif. Hussein Arif consacre la plupart de ses poèmes ultérieurs à son fils. En 1976, il participe aux Journées internationales de la poésie en Yougoslavie (Sarajevo) et en 1979 aux Journées de l'URSS en Libye. Malgré les règles de fer et les lois de l'époque, le poète à l'esprit libre et naturel n’est pas influencé par l'empire soviétique. 
Le poète du peuple travaille comme chef de département à la Société azerbaïdjanaise pour l'amitié et les relations culturelles avec les pays étrangers, rédacteur en chef à la maison d’édition Azernechr, chef du département à la maison d'édition Gandjlik et comme président de l'Union des Ashugs d'Azerbaïdjan. En 1991, il est élu membre du Conseil des sages de l'Union des écrivains d'Azerbaïdjan.
Ses œuvres ont été traduites dans les langues des peuples de l'ex-URSS et de plusieurs pays étrangers, et de la musique a été composée pour ses poèmes.